# Achalasie
Achalasie van de slokdarm is een zeldzame chronische ziekte waarbij de zenuwvoorziening van de slokdarm beschadigd is. Hierdoor blijft het glad spierweefsel in de slokdarm constant aangespannen. Dit leidt ertoe dat de sluitspier tussen slokdarm en maag moeilijk voedsel door kan laten en er geen normale peristaltiek meer plaatsvindt bij het slikken. De oorzaak van deze ziekte is onbekend.

## Symptomen
Het voedsel blijft hierdoor in de slokdarm staan en kan moeilijk naar de maag passeren. Dit kan klachten geven van voedsel wat blijft hangen achter het borstbeen, het opgeven van onverteerd voedsel (wat 's nachts kan leiden tot hoestaanvallen en een brandend gevoel vergelijkbaar met brandend maagzuur), pijnkrampen achter het borstbeen, hikbuien en gewichtsverlies.

## Diagnostiek
De definitieve diagnose wordt gesteld door een gastro-enteroloog die de druk van de slokdarm meet (slokdarmmanometrie). Deze drukmeting toont afwezige peristaltiek en gestoorde functie van de onderste slokdarmsluitspier aan. Een röntgenvideo van de slokdarm tijdens het drinken van contrastvloeistof laat de gestoorde passage zien. Vaak is de slokdarm ook uitgerekt door de voedselresten.

## Behandeling
Behandeling is gericht op het verminderen van de klachten. Omdat achalasie een zeldzame ziekte is zijn er slechts enkele ziekenhuizen met ervaring op dit gebied.
Door het oprekken van de onderste slokdarmsluitspier met een ballonnetje kan het voedsel makkelijker zakken.
Ook een botox-injectie in het spierweefsel rond de slokdarm, ter hoogte van de kringspier, kan tot goede resultaten leiden. Dit resultaat is echter tijdelijk, en de behandeling moet dus keer op keer herhaald worden. De tijd dat de botox werkzaam is, verschilt sterk per patiënt maar ligt gemiddeld tussen de vier maanden en een half jaar. Daarom wordt deze behandeling in het algemeen niet gezien als permanente oplossing.
Een andere behandeling is het chirurgisch doorsnijden van de onderste slokdarmspier via een operatie (Heller myotomie). Deze ingreep kan plaatsvinden via een kijkoperatie. Doorgaans wordt bij deze operatie ook een procedure verricht om het terugstromen van maagzuur in de slokdarm (reflux) te voorkomen. Hierbij wordt het bovenste deel van de maag als een manchet op de slokdarm-maag overgang gefixeerd.
Men is het er nog niet over eens welke behandeling de eerste voorkeur verdient. Veel patiënten hebben meerdere behandelingen nodig omdat klachten na verloop van tijd terugkomen.